# Маргарета фон Андекс-Мерания
Маргарета фон Андекс-Мерания (на немски: Margarethe von Andechs-Meranien; * 1220; † 18 октомври 1271) от Андекската династия – Мерания, е чрез женитби маркграфиня на Моравия и графиня на Труендинген.

## Биография
Тя е дъщеря на херцог Ото I от Мерания († 1234) и първата му съпруга пфалцграфиня Беатрис II Бургундска († 1231), втората дъщеря на пфалцграф Ото I от Бургундия († 1200) и Маргарета от Блоа († 1230). Правнучка е на император Фридрих Барбароса. Баща ѝ Ото I от Мерания се жени втори път за София фон Анхалт († 1274), дъщеря на княз Хайнрих I фон Анхалт.
Маргарета фон Андекс-Мерания се омъжва пр. 25 септември 1232 г. за маркграф Пршемисъл от Моравия († 16 октомври 1239), най-малкият син на крал Отокар I от Бохемия († 1230) и втората му съпруга Констанция Унгарска († 1240), дъщеря на унгарския крал Бела III. Най-големият му брат е крал Венцеслав I. Бракът е бездетен.
Маргарета фон Андекс-Мерания се омъжва втори път на 2 юни 1240 г. за граф Фридрих I фон Труендинген († 30 август 1274), син на граф Фридрих IV фон Труендинген († 1253). Тя е втората му съпруга.
През 1248 г. след смъртта на Ото I от Мерания Фридрих фон Труендинген получава голямо наследство от фамилията Андекс-Мерания във Франкония. Другите наследници са граф Ото III фон Ваймар-Орламюнде и бургграф Фридрих III фон Нюрнберг.

## Деца
Маргарета Андекс-Меранска и Фридрих фон Труендинген имат децата:
- Фридрих II (VI) (* пр. 1253; † 15 март 1290), граф на Труендинген, женен пр. 11 януари 1282 г. за Агнес фон Вюртемберг (1264 – 1305), дъщеря на граф Улрих I фон Вюртемберг
- Маргарета (* ок. 1271; † 11 ноември 1293 – 1294), омъжена ок. 1280 за граф Крафт I фон Хоенлое-Вайкерсхайм (1242 – 1312)
- Агнес († сл. 1309), омъжена пр. 6 октомври 1278 за маркграф Херман VII фон Баден (1266 – 1291)
- Фридрих VII († 13 декември 1318 – ноември 1319), провост в Св. Ганголф в Бамберг
- Елизабет († ок. 21 декември 1308), омъжена I. за Бертхолд фон Шлюселберг († 1282), II. 1282 г. за граф Алберт VI фон Халс-Хайденбург († 1305)